# Broloppet

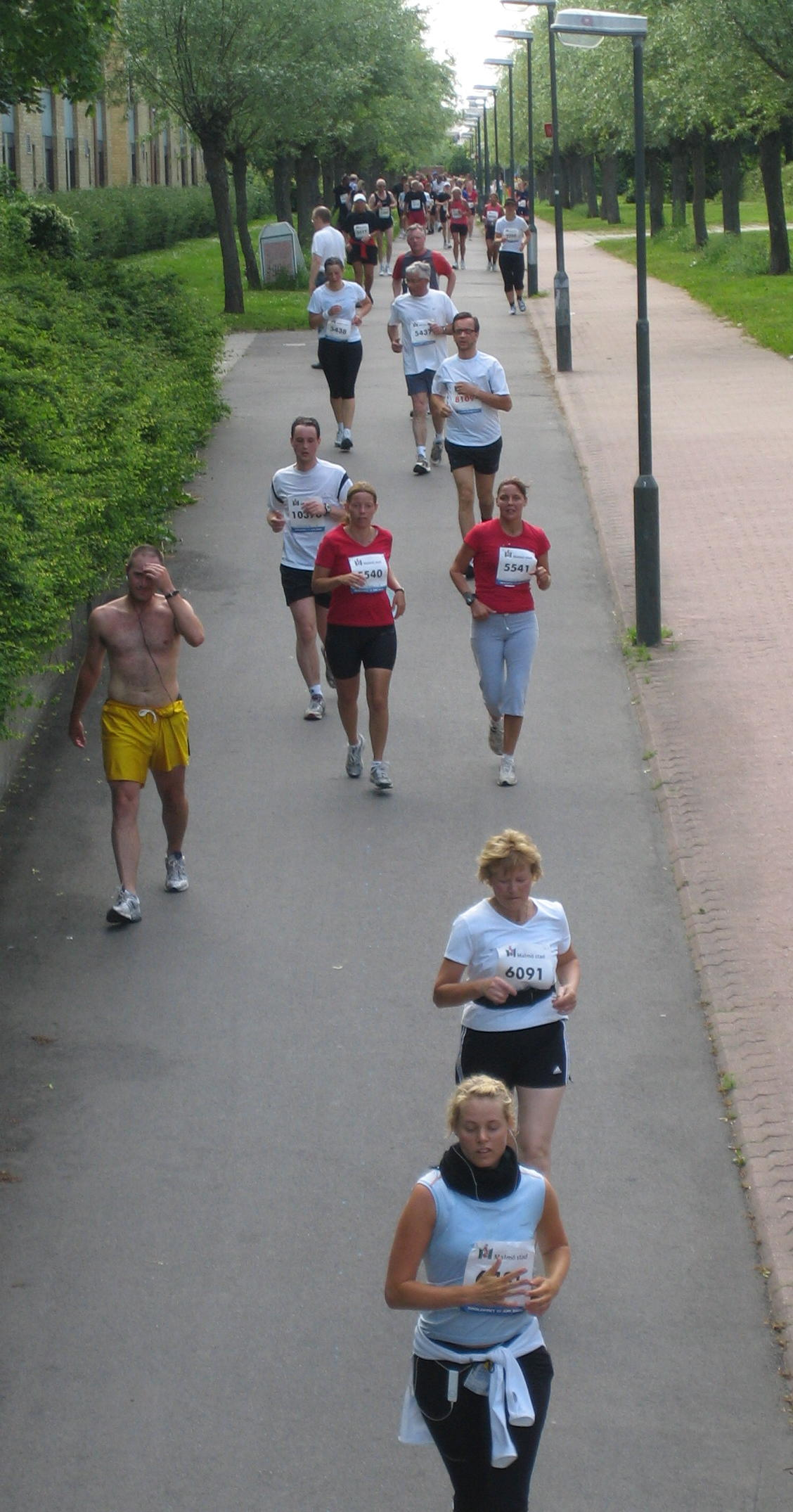
Broloppet 2006

Broloppet är en löpartävling som genomförs på Öresundsbron. Loppet har arrangerats åren 2000, 2002–2006, 2010 samt 2025. 
Arrangörer för den första tävlingen som avhölls den 12 juni 2000 var svenska Malmö Allmänna Idrottsförening (MAI) och danska Sparta Atletik. Loppet var endast tänkt som en engångstävling för att fira öppnandet av Öresundsbron (den 1 juli) och distansen var 21 097,5 meter (halvmaraton). Det startade vid Öresundsförbindelsens danska ände i Kastrup Strandpark på Amager, fortsatte genom Drogdentunneln via ön Pepparholmen, över Öresundsbron till målgång vid Ribersborg i Malmö. 96 000 personer var anmälda, varav 79 719 kom i mål,) vilket gör det första Broloppet till en av de största löpartävlingarna någonsin i Sverige. Vann i premiärloppet gjorde på herrsidan Tesfaye Tola från Etiopien (59.51) och på damsidan Resituta Joseph från Tanzania (1:07.59).
De lopp som arrangerades efter invigningsåret arrangerades endast av MAI och från 2003 startade loppen på Pepparholm och gick sålunda endast över bron, för att fortsätta till Malmö Stadion, där målgången skedde. 
Den ökade trafiken på Öresundsbron ledde till att arrangörerna fattade beslutet att 2006 års brolopp blev det sista.
Den 12 juni 2010 anordnades broloppet som en del av 10-årsjubileet för Öresundsförbindelsen, sträckan var samma som den ursprungliga med start på Amager i Danmark och passerade således hela förbindelsen. Arrangörer var MAI och Sparta Atletik tillsammans med Öresundsförbindelsen.
Inför brons 20-årsjubileum ville Region Skåne och MAI anordna ett nytt lopp som del av firandet, men denna gång sade Öresundsbrons styrelse nej med hänvisning till trafik- och säkerhetsskäl.
Den 11 maj 2023 utlystes ett nytt brolopp för att fira brons kommande 25-årsjubileum. Bansträckningen var även denna gång den ursprungliga, d v s hela Öresundsförbindelsen. Loppet ägde rum den 15 juni 2025 med plats för 40 000 deltagare.